# Marcin Maliński
Marcin Maliński (ur. 10 stycznia 1973 w Jarocinie) – polski pływak, specjalista stylu zmiennego.
Reprezentant Floty Gdynia w latach 1988-1998 (od 1989 do 1993 przebywał na stażach w amerykańskim Mission Viejo). Dwukrotny olimpijczyk (Barcelona 1992, Atlanta 1996). Dwukrotny brązowy medalista MŚ na basenie 25 m w Rio de Janeiro (1995: 200 m st. zm.; 400 m st. zm.). Wicemistrz Europy na basenie 50 m (Wiedeń 1995: 400 m st. zm.).
Zwycięzca Pucharu Świata w 1995 w stylu zmiennym.